# Кегенський район
Кеге́нський район (каз. Кеген ауданы, рос. Кегенский район) — адміністративна одиниця у складі Алматинської області Казахстану. Адміністративний центр — село Кеген.

## Історія
Район був утворений 17 грудня 1930 року з Каркаринського та частини Енбекші-Казахського районів Алма-Атинського округу. 20 лютого 1932 року район увійшов до складу Алма-Атинської області. Станом на 1 травня 1933 року до складу району входили Берлік-Сюмбинська, Будетинська, Джаланаська, Єсек-Артканська, Кайнарська, Карабулацька, Карачиганацька, Кегенська, Кенбулацька, Кокбельська, Кокпацька, Комурчинська, Меркенська, Мурапська, Наринкольська, Отирикші-Сюмбинська, Піяздицька, Підгорненська, Сарджаська, Тау-Чиліцька, Текеська, Тогиз-Булацька, Узун-Булацька, Укурчинська та Чакулдинська сільські ради. 1934 року були утворені селищні ради Совхоза №336, Совхоза №337, Конезавода №50 імені Сталіна, та ліквідована Карачиганацька сільрада.
1935 року зі складу району до новоутвореного Уйгурського району відійшли Берлік-Сюмбинська, Будетинська, Піяздицька, Підгорненська та Тогиз-Булацька сільради. 1936 року зі складу району до новоутвореного Наринкольського району відійшли Єсек-Артканська, Кайнарська, Кокбельська, Кокпацька, Комурчинська, Мурапська, Наринкольська, Отирикші-Сюмбинська, Сарджаська, Текеська, Укурчинська та Чакулдинська сільради. 1943 року центр району був перенесений до села Жаланаш. 1954 року були ліквідовані Кенбулацька та Меркенська сільради. 1957 року селищні ради Совхоза №50, Совхоза №336 та Совхоза №337 були перейменовані у Каркаралинську, Чирганацьку та Тасбулацьку сільради відповідно. 1959 року Тасбулацька сільрада була перейменована в Алгабаську.
2 січня 1963 року до складу району увійшли Джамбульська, Кокпацька, Кзилшегаринська, Ленінська, Наринкольська, Саржаська, Текеська та Чалкудинська сільради ліквідованого Наринкольського району. Того ж року центр району був перенесено до села Кеген. 1965 року було утворено смт Туюк, Джамбульська, Кокпацька, Кзилшегаринська, Ленінська, Наринкольська, Саржаська, Текеська та Шалкудинська сільради були повернуті у відновлений Наринкольський район. 1973 року була ліквідовано Таучиліцька сільрада, утворена Тасашинська. 1979 року була утворена Сатинська сільрада. 1981 року були утворені Жилисайська та Болексазька сільради.
23 травня 1997 року Кегенський район був ліквідований, територія увійшла до Райимбецького району, однак 31 березня 2018 року район був відновлений.

## Населення
Населення — 29003 особи (2021; 36751 у 2009, 36664 у 1999, 43893 у 1989).

## Склад
До складу району входять 12 сільських округи:
| Поселення                     | Площа, км² | Населення, осіб (1989) | Населення, осіб (1999) | Населення, осіб (2009) | Населення, осіб (2021) | Центр            | Населені пункти |
| ----------------------------- | ---------- | ---------------------- | ---------------------- | ---------------------- | ---------------------- | ---------------- | --------------- |
| Алгабаський сільський округ   | -          | 2130                   | 1722                   | 1640                   | 1090                   | Алгабас          | 3               |
| Болексазький сільський округ  | -          | 1400                   | 1354                   | 1377                   | 1012                   | Болексаз         | 1               |
| Жалагаський сільський округ   | -          | 7187                   | 5799                   | 5470                   | 4266                   | Жалагаш          | 3               |
| Жилисайський сільський округ  | -          | 2764                   | 2270                   | 2176                   | 1717                   | Жилисай          | 3               |
| Карабулацький сільський округ | -          | 3056                   | 2764                   | 3188                   | 2062                   | Акай Нусіпбекова | 2               |
| Каркаринський сільський округ | -          | 3080                   | 2744                   | 2361                   | 1819                   | Каркара          | 3               |
| Кегенський сільський округ    | -          | 10896                  | 8706                   | 9630                   | 9087                   | Кеген            | 3               |
| Сатинський сільський округ    | -          | 2006                   | 1715                   | 1648                   | 1230                   | Сати             | 2               |
| Тасашинський сільський округ  | -          | 2330                   | 1955                   | 1677                   | 1094                   | Тасаши           | 4               |
| Туюцький сільський округ      | -          | 1541                   | 1425                   | 1296                   | 1008                   | Туюк             | 1               |
| Узинбулацький сільський округ | -          | 4015                   | 3297                   | 3157                   | 2551                   | Узинбулак        | 3               |
| Ширганацький сільський округ  | -          | 3488                   | 2913                   | 3131                   | 2067                   | Ширганак         | 6               |

## Найбільші населені пункти
Населені пункти з чисельністю населення понад 1000 осіб:
| №  | Населений пункт  | Населення, осіб (1989) | Населення, осіб (1999) | Населення, осіб (2009) | Населення, осіб (2021) |
| -- | ---------------- | ---------------------- | ---------------------- | ---------------------- | ---------------------- |
| 1  | Кеген            | 9 722                  | 8 078                  | 9 049                  | 8 740                  |
| 2  | Жаланаш          | 5 255                  | 4 076                  | 3 691                  | 2 978                  |
| 3  | Каркара          | 2 401                  | 2 446                  | 2 152                  | 1 706                  |
| 4  | Акай Нусіпбекова | 833                    | 734                    | 900                    | 1 510                  |
| 5  | Жилисай          | 2 082                  | 1 712                  | 1 610                  | 1 233                  |
| 6  | Узинбулак        | 2 224                  | 1 694                  | 1 406                  | 1 163                  |
| 7  | Тогизбулак       | 1 486                  | 1 448                  | 1 451                  | 1 030                  |
| 8  | Болексаз         | 1 400                  | 1 354                  | 1 377                  | 1 012                  |
| 9  | Туюк             | 1 541                  | 1 354                  | 1 296                  | 1 008                  |
| 10 | Сати             | 1 716                  | 1 380                  | 1 369                  | 1 002                  |